# Новая Гребля (Сумская область)
Новая Гребля (укр. Нова Гребля) — село,
Новогребельский сельский совет,
Роменский район,
Сумская область,
Украина.
Код КОАТУУ — 5924186701. Население по переписи 2001 года составляло 415 человек .
Является административным центром Новогребельского сельского совета, в который, кроме того, входят сёла
Голенка,
Залатиха и
Першотравневое.

## Географическое положение
Село Новая Гребля находится на правом берегу реки Сула,
выше по течению на расстоянии в 2,5 км расположено село Чеберяки,
ниже по течению на расстоянии в 0,5 км расположено село Голенка,
на противоположном берегу — село Белогорилка (Лохвицкий район) Полтавской области.
По селу протекает пересыхающий ручей с запрудой.
Река в этом месте извилистая, образует лиманы, старицы и заболоченные озёра.

## История
- Село Новая Гребля известно с конца XVIII века.

## Экономика
- Молочно-товарная и овце-товарная фермы.

## Объекты социальной сферы
- Школа І–ІІ ст.